# Aegagropila linnaei
Marimo, Boule de mousse
Pour les articles homonymes, voir Aegagropile.
«  Marimo (algue) » redirige ici. Pour les autres significations, voir Marimo.
Espèce
Synonymes
- Aegagropila linnaei Kützing[2]
- Cladophora aegagropila var. brownii (Dillwyn) Rabenhorst, 1868[3]
- Cladophora aegagropila var. bulnheimii (Rabenhorst) Rabenhorst, 1868[3]
- Cladophora aegagropila var. daldinii (Cesati & De Notaris ex Bertoloni) Rabenhorst, 1868[3]
- Cladophora aegagropila var. holsatica (Kützing) Rabenhorst, 1868[3]
- Cladophora aegagropila var. linnaei (Kützing) Rabenhorst, 1868[3]
- Cladophora aegagropila var. martensii (Meneghini ex Kützing) Rabenhorst, 1868[3]
- Cladophora aegagropila var. muscoides (Meneghini ex Kützing) Rabenhorst, 1868[3]
- Cladophora aegagropila var. sauteri (Nees von Eisenbeck ex Kützing) Rabenhorst, 1868[3]
- Cladophora aegagropila var. thermalis Wolle[3]
- Cladophora aegagropila (Linnaeus) Rabenhorst (préféré par BioLib)[2]
- Cladophora aegagropila (Linnaeus) Trevisan, 1845[3]
- Cladophora koktschetavensis Sviridenko, 1995[3]
- Cladophora sauteri (Nees von Eisenbeck ex Kützing) Kützing[3]
- Conferva aegagropila Linnaeus, 1753[3]

Aegagropila linnaei (communément appelée Marimo ou Boule de mousse) est une espèce d'algues vertes de la famille des Cladophoraceae.
C'est une algue filamenteuse qui forme des colonies souvent sphériques, au fond de lacs de l'hémisphère nord.
Ces colonies dont la forme rappelle les aegagropiles de posidonies sont à l'origine du nom du genre. Cependant la constitution de cette boule n'a rien à voir avec celle des véritables aegagropiles.

## Synonyme
- Cladophora aegagropila (L.) Rabenh.

Ce nom a longtemps[précision nécessaire] remplacé celui de Aegagropila linnaei. Néanmoins, en 2002, des études sur l'ADN ont confirmé que cette algue faisait bien partie d'un genre de Cladophora à part. Les auteurs sont donc revenus au nom de Aegagropila linnaei.

## Appellations et localisations

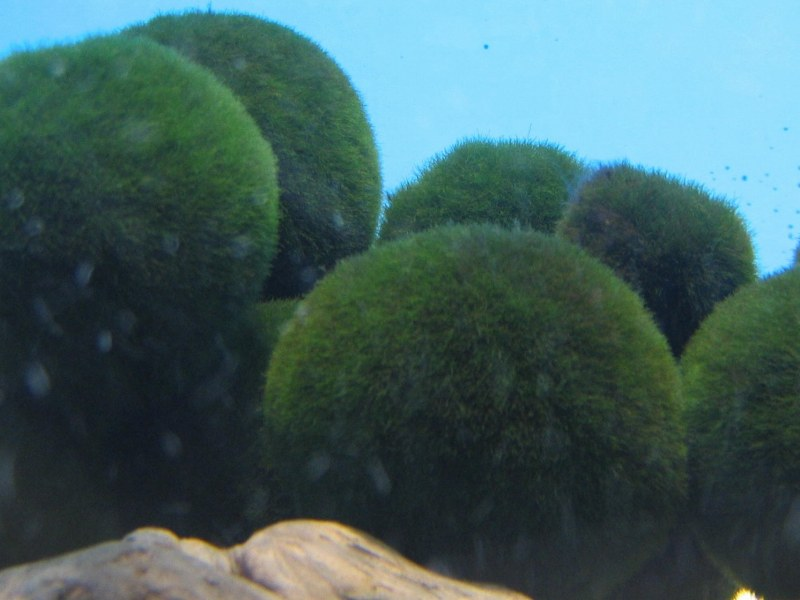
Marimos au fond du lac Akan.

Colonie de marimo dans le lac Mývatn.

Présente au fond de certains lacs de l'hémisphère nord, Aegagropila linnaei ou boule de mousse est une algue verte qui entremêle ses filaments pour former une sphère parfaitement ronde, à l'image d'une boule de pétanque recouverte de mousse reposant au fond de l'eau,.
On ne la trouve que dans de rares endroits au monde, comme au Japon, où considérée comme trésor naturel elle est nommée marimo, dans le lac Akan, ou en Islande, dans le lac Mývatn, où elle pouvait atteindre 10 à 15 centimètres de diamètre. Dans cette région, elle est aussi surnommée kúluskítur (« boules de merde »), en raison de l'irritation des pêcheurs locaux qui jadis en remontaient en quantité dans leurs filets.
En 2013-2014, du fait de l'activité humaine, les algues ont quasiment disparu du Mývatn, alors qu'elles tapissaient autrefois le sol sur plusieurs couches. Cependant, des boules plus petites ont été repérées dans d'autres lacs d'Islande et en 2016 une grande quantité de jeunes boules (de la taille d'un œuf de poule) a de nouveau été observée au Mývatn.

## Représentation ou utilisation du nom

### Philatélie

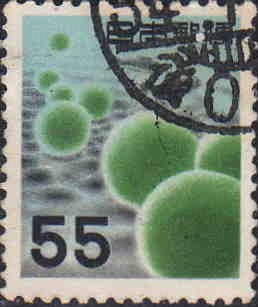
Timbre japonais de 55 yens.

Cette espèce est le sujet principal d'un timbre-poste du Japon, émis en 1952[réf. à confirmer], représentant cette algue, appelée localement marimo (毬藻, lit. « algue-balle »), ainsi qu'un poisson, sur les fonds du lac Akan (parc national d'Akan, île d'Hokkaidō).

### Astronomie
L'astéroïde (4494) Marimo doit son nom à l'algue.

### Glaciologie
Les yukimarimo, de petites formations de givre sphériques, découvertes en 1995 en Antarctique par un scientifique japonais, tirent leur nom de l’algue.